# بالتازار هوبماير
كان بالتازار هوبماير (1480 - 10 مارس 1528)، (باللاتينية: Pacimontanus) زعيمًا ألمانيًا مؤثرًا وعضوًا في حركة تجديدية العماد (الأنابابتست). كما كان واحدًا من أكثر اللاهوتيين المناصرين لتجديدية العماد (المعمودية) شهرة واحترامًا في حركة الإصلاح.

## نشأته وتعليمه
وُلِد في مدينة فريدبرغ، بولاية بافاريا، عام 1480. المعلومات عن نسبه غير متوفرة.
ارتاد المدرسة اللاتينية في أوغسبورغ، والتحق بجامعة فرايبورغ في 1 مايو 1503. دفعته عدم كفاية الأموال إلى ترك الجامعة والعمل بالتدريس لبعض الوقت في مدينة شافهاوزن بسويسرا. عاد إلى فرايبورغ عام 1507 وحصل على درجتي البكالوريوس والماجستير عام 1511. ثم حصل على درجة الدكتوراه عام 1512 من جامعة إنغولشتات تحت إشراف عالم اللاهوت الكاثوليكي جون إيك، وأصبح نائب رئيس الجامعة بحلول عام 1515. اكتسب هوبماير شهرة بوصفه واعظًا على نطاق واسع. غادر جامعة إنغولشتات للعمل في رعية الكنيسة الرومانية الكاثوليكية في مدينة ريغنسبورغ في عام 1516. بعد وفاة ماكسيميليان الأول في عام 1519، ساعد هوبماير في تنظيم مذبحة عنيفة ضد يهود ريغنسبورغ، فضلًا عن التدمير الكامل لكنيسهم اليهودي. ثم كان له دور فعال، بعد مقتل اليهود وطردهم، في تنظيم عبادة صورة ماريا الجميلة بالقرب من موقع الكنيس اليهودي السابق في ريغنسبورغ، وهو ما اجتذب الحجاج من جميع أنحاء أوروبا كما كان موضع انتقادات شديدة من قبل الإصلاحيين. ذهب هوبماير في عام 1521 إلى مدينة والدزهوت تينغن . تزوج من إليزابيث هوغلين من بلدية رايشناو، بولاية بادن فورتمبيرغ في عام 1524.

## الإصلاحي والمناصر لتجديدية العماد
تعرّف على هاينريش جلاريان (مدرس كونراد جريبيل) وإيراسموس في مدينة بازل عام 1522. التقى هوبماير بمدينة زيورخ بزعيم الحركة الإصلاحية في سويسرا هولدريش زوينجلي في مارس 1523 وشارك في مناظرة هناك في أكتوبر من نفس العام. وقد عرض في المناظرة مبدأ الطاعة للكتب المقدسة، فكتب قائلًا: «في جميع النزاعات المتعلقة بالإيمان والدين، فإن الكتب المقدسة وحدها، تلك التي تخرج من فم الله، هى ما ينبغي أن تكون حدودنا وقواعد حكمنا» من الواضح هنا أن هوبماير التزم بالتخلي عن معمودية الأطفال، وهي ممارسة لا يستطيع دعمها من خلال الكتاب المقدس. لقد رأى أنه حتى عندما يبدو أن الكتب المقدسة تحتوي على تناقضات، فيجب التمسك بكلا الحقيقتين المتناقضتين في نفس الوقت.
وصل مناصر تجديدية العماد فيلهلم روبلين إلى مدينة والدزهوت عام 1525 بعد أن طُرد من مدينة زيورخ. ثم قام بتعميد روبلين هوبماير وستين شخص آخرين في شهر أبريل. وفي مدينة والدزهوت، ازداد استياء الأمير فرديناند بشكل كبير بسبب آراء هوبماير المناصرة لتجديدية العماد. كانت تلك الخصومة هى التي أدت في النهاية إلى استشهاد هوبماير، الذي ذهب في البداية إلى مدينة شافهاوزن من أجل يجد الحماية ضد الأمير.
فر هوبماير، في ديسمبر 1525، مرة أخرى إلى زيورخ هربًا من الجيش النمساوي على أمل العثور على ملجأ، فقام زوينجلي (زعيم الإصلاح في سويسرا) باعتقاله. طلب هوبماير وهو في السجن إجراء مناظرة حول تجديدية العماد، فقُبل طلبه. أسفرت المناظرة عن بعض الأحداث غير العادية. حيث حضر المناظرة عشرة رجال، أربعة منهم طلبهم هوبماير. شرع هوبماير أثناء المناقشة في اقتباس تصريحات زوينجلي التي أكد فيها أنه لا ينبغي تعميد الأطفال حتى يتم تعليمهم أولًا. رد زوينجلي بأنه قد أُسيء فهمه. ذهبت انتقادات هوبماير إلى أبعد من ذلك من خلال وضع ارتداد زوينجلي على هذه القضية في مقابل آراء زوينجلي الإصلاحية ضد الكاثوليك. كتب هوبماير قائلًا: «إذا لم تقم [بإظهار معمودية الأطفال من الكتاب المقدس]، فسوف يشتكي القس من أنك قد استخدمت ضده سيفًا ووضعته الآن جانبًا.»
على الرغم من حجج هوبماير، انحاز المجلس إلى مواطنه الأصلي زوينجلي وحكم لصالحه. وافق هوبماير المذهول على التراجع عن آراءه. ولكن أمام الجمع في اليوم التالي، أقر بالألم العقلي والروحي الناجم عن أفعاله، وصرح قائلًا: «لا أستطيع ولن أتراجع». وعندما عاد إلى السجن وتحت وطأة التعذيب، عرض التراجع المطلوب. ثم سُمح له بمغادرة سويسرا وسافر إلى مدينة نيكولسبورغ بمنطقة مورافيا بجمهورية التشيك. أزعجه هذا الخنوع بشدة وأدى إلى كتابة عمله «اعتذار قصير» عام 1526، والذي يتضمن العبارة التالية: «قد أخطئ، فأنا إنسان، ولكن لا أستطيع أن أكون مهرطقًا... يا الله اغفر لي ضعفي».